# San Juan de Flores
San Juan de Flores is een gemeente (gemeentecode 0820) in het departement Francisco Morazán in Honduras.
Het dorp heette eerst Cantarranas (uit het Spaans: "Zingende kikkers"). In opdracht van bisschop Zepeda y Zepeda is de naam veranderd in San Juan de Flores.
Het dorp ligt aan de rivier Chiquito, op 55 minuten rijden van Tegucigalpa en op 20 minuten van Valle de Ángeles. Het ligt in de Vallei van Cantarranas. Deze vallei werd eerder Liquitimaya (uit het Nahuatl: "Plaats waar de indigoplant wordt bewerkt") genoemd. In het noorden ligt de Vallei van Talanga.
Elk jaar wordt in april het Festival van Traditionele Voeding (Festival de Alimentos Tradicionales) gehouden.

## Bevolking
De bevolking is als volgt verdeeld:
| Vrouwen | 8051 | 48,9% |
| Mannen  | 8406 | 41,1% |

## Dorpen
De gemeente bestaat uit twintig dorpen (aldea), waarvan het grootste qua inwoneraantal: San Juan de Flores (code 082001).

## Geboren in San Juan de Flores
- 1903: Ramón Ernesto Cruz Uclés, president van Honduras